# 青木真一 (作曲家)
青木 真一（あおき しんいち、1979年7月11日 - ）は、日本のシンガーソングライター、作曲家。株式会社ケイ・エス・ピー所属。

## 人物
静岡県三島市出身。音楽好きの父親に影響され中学校時代からギターを弾き始める。積極的に音楽に関心を深めていき高校時代から路上での弾き語りを始めていく。その頃から、バンドというものに興味を持ち始めバンド活動を開始し同時にオリジナル曲も作り始める。
1997年8月、TEENS' MUSIC FESTIVALにオリジナル曲で出場し第二位熱演賞を受賞する。
高校卒業後、大学への進学と共に上京。学校生活の中で音楽好きな仲間と出会いいくつかのバンドに参加していく。
1999年3月、3ピースバンド"RoundWound"（ラウンドワウンド）を結成。その中でリーダーとして作詞/作曲/編曲/ボーカル/ギターを担当、都内のライブハウスを中心に活動を始める。
2001年11月、ライブハウスにて松井常松と出会いその音楽性を認められ、共に活動を始める。
2003年11月19日、インディーズレーベルより1stシングル「RoundWound」をリリースし渋谷タワーレコード週間チャート3位に入る。
2004年9月29日、2ndシングル「君のそばで」をリリースする。
2006年4月、RoundWoundを解散し、その後、シンガーソングライターとしての活動をスタートさせ、ゲーム主題歌のボーカル、AKB48、俳優玉木宏、などへの楽曲提供など活動の場を広げている。

## 主な作品
- aoi
  - モノクロな夢
    - テレビ大阪『クチコミぃ!?』エンディングテーマ
- AKB48
  - 友よ
  - キスして損しちゃった
  - 掌
  - 最後の最後まで
- SKE48
  - この胸のバーコード
- NMB48
  - アップデート
  - 秘密日記
- NGT48
  - 私が一番言いたかったこと
- 臼澤みさき
  - 友輝(ゆうき)〜Red Sky Homeland〜
- 小堤亜里紗
  - 未来へ
- 玉木宏
  - Emotion
    - フジテレビ「HEY!HEY!HEY! MUSIC CHAMP」エンディングテーマ

  - 記憶
  - この風にのって
    - 名鉄新車両ミュースカイ CMソング

  - MY VOLTAGE
  - 大切な場所
- 認定こども園ひかり（福島県会津美里町）
  - 園歌
- 認定こども園きぼう（福島県会津美里町）
  - 園歌
- フレンチ・キス
  - Rainy day
- 松井常松
  - いつか何処かで
- 福島県大沼郡会津美里町
  - 会津美里町町民の歌 〜美しきふる里〜
- 福島県田村市
  - 田村市市民の歌 〜田村のうた〜